# Gussie Moran
Gertrude Augusta „Gussie“ Moran (* 8. September 1923 in Santa Monica, Kalifornien; † 16. Januar 2013 in Los Angeles, Kalifornien) war eine US-amerikanische Tennisspielerin.

## Karriere

### Anfänge
Mit dem Tennis begann Moran an der Santa Monica High School. In ihrer frühen Karriere erreichte sie die Hauptrunden mehrerer Amateurturniere in Kalifornien. Im März 1949 besiegte sie Nancy Chaffee im Einzelfinale der US Indoor Championships, die in New York City ausgetragen wurden. Bei dem Turnier gewann sie mit Marjorie Gladman auch die Doppel- und mit Pancho Gonzales die Mixedkonkurrenz.

### Kontroverse 1949 in Wimbledon
Aufgrund guter Ergebnisse erhielt sie die Berechtigung, 1949 in Wimbledon zu starten. Für diesen Auftritt bat sie Ted Tinling, ihr ein Outfit zu designen, nachdem die Funktionäre ihr verboten hatten, ein farbiges Kleid zu tragen. Das Outfit bestand aus einem sehr kurzen Rock, bei dem die spitzenbesetzte Rüschenunterwäsche in manchen Situationen während des Tennisspiels sichtbar war, beispielsweise wenn sie sich nach einem Ball am Boden bückte. Sie schied bei ihrer ersten Begegnung aus dem Einzelturnier aus, erreichte aber im Doppel an der Seite von Patricia Todd das Finale.
Ihr Outfit erhielt eine erhebliche Aufmerksamkeit der Reporter. Sie nannten sie „Gorgeous Gussie“ („Wunderschöne Gussie“), und Fotografen kämpften um möglichst gute Positionen, von denen aus sie aus niedriger Höhe die Spitze ablichten konnten. Darüber waren die Funktionäre des Turniers konsterniert, und es folgten hierzu Debatten im britischen Parlament. Das Komitee des All England Lawn Tennis and Croquet Club beschuldigte Moran, „Sünde und Vulgarität in den Tennissport“ (“sin and vulgarity into tennis”) gebracht zu haben.
Im September 1949 belegte Gussie Moran in der Tennis-Weltrangliste den achten Platz.
Im Folgejahr trat sie mit Shorts in Wimbledon an. Tinling, der bis zum Vorfall 23 Jahre lang als Gast nach Wimbledon geladen worden war, wurde dort anschließend 33 Jahre gemieden und erst 1982 wieder zum Turnier eingeladen.

### Profikarriere und Open Era
1950 erreichte sie in Wimbledon das Viertelfinale. Gussie Moran, „die im vergangenen Jahr beim Wimbledon-Turnier durch ihre extravagante Kleidung besonders auffiel“, stand erneut „im Mittelpunkt der sensationshungrigen Presse“:

„Wenn Johann Strauß heute leben würde‚ hätte er seine Operette ‚Das Spitzentuch der Königin‘ wahrscheinlich ‚Das Spitzenhöschen der Gussie Moran‘ getauft. Schauplatz dieses Lustspiels, das den Vorzug hat, wahr zu sein, ist das weltberühmte britische Tenniszentrum Wimbledon. Dort tauchte im Vorjahr [1949] die bildhübsche Amerikanerin Moran mit einem Tennisdreß auf, die würdige‚ ältere Personen schockierte, den Jünglingen schlaflose Nächte bereitete und ihre Konkurrentinnen vor Neid erblassen ließ: Ihr schickes, kurzes Höschen war nämlich am unteren Rand mit – Spitzen besetzt! Die Tennislords runzelten die Brauen‚ drückten aber schließlich um des lieben Friedens willen ein Auge zu (mit dem zweiten schielten sie nach den makellosen Beinen Gussies).“

Danach begann sie eine Profikarriere als Tennisspielerin. Sie wurde von Bobby Riggs unter Vertrag genommen und tourte unter anderem mit Pauline Betz, Pancho Segura und Jack Kramer, wobei ihr Outfit-Skandal vermarktet wurde. Für den Wechsel in die Profiliga soll sie angeblich 50.000 US-Dollar (entspricht heute ungefähr 600.000 US-Dollar) von Riggs erhalten haben.
Eines der letzten Turniere, bei dem sie antrat, war das Dameneinzel der US Open 1971, wo sie in der ersten Runde ausschied. Ab 1968 und dem Beginn der Open Era durften Profis wieder gemeinsam mit Amateuren bei vielen Turnieren antreten.

### Karriere außerhalb des aktiven Tennissports
Im Jahr 1951 begann sie für einen Fernsehsender in Los Angeles zu arbeiten, wo sie unter anderem Interviews führte.
1953 betätigte sich Gussie Moran in Las Vegas als Tennis-Hostess, d. h. sie stand Hotelgästen als Tennispartnerin zur Verfügung. Das Hotel „soll auf Monate hinaus ausverkauft“ gewesen sein.
1955 wurde sie Nachrichtensprecherin für Sportmeldungen in New York City. Als eine der ersten Frauen, die im Sportbereich moderierten, erhielt sie nach eigenen Angaben teilweise „schreckliche Briefe und Anrufe“ von Zuschauern. Sie arbeitete in dem Bereich bis 1961. In den folgenden zwei Jahren stellte sie mit einem Partner Tennisbekleidung her, die sie auch selbst verkaufte; nachdem sie das Geschäft 1963 geschlossen hatten, ging sie zurück nach Kalifornien und arbeitete für kurze Zeit in einem Tennisclub in Palm Springs. Anschließend wurde sie Moderatorin in einer kurzlebigen täglichen Talkshow, aus der sie nach 11 Wochen entlassen wurde, nachdem sie die katholische Kirche als politische Partei bezeichnet hatte. Danach arbeitete sie wieder als Tennislehrerin in einem Tennisclub, der von der ehemaligen Tennisspielerin Alice Marble betrieben wurde.
Wegen ihrer Bekanntheit hatte sie 1952 einen Cameo-Auftritt im Film Pat und Mike, in dem Spencer Tracy und Katharine Hepburn die Hauptrollen spielten. Außerdem zierte sie die Titelseiten verschiedener Magazine weltweit, und ein Rennpferd, ein Flugzeug und die Spezialsoße eines Restaurants wurden nach ihr benannt.
Während ihres Lebens war sie in vielen Berufen tätig, wobei der Tennissektor die einzige Konstante war. Sie bereute, dass sie keine College-Ausbildung hatte. In den 1980er Jahren arbeitete sie zuletzt im Andenkenladen im Los Angeles Zoo.

## Persönliches
Gussie Morans Vater arbeitete als Tontechniker und Elektriker bei den Universal Studios. Er starb 1960. Moran trat in den 1940er Jahren wahrscheinlich wegen Verbindungen ihres Vaters bei verschiedenen Filmen als Statistin auf. Sie war später mit Charlie Chaplin so eng befreundet, dass er für ihre Verlobung eine Feier veranstaltete.
Als sie 17 Jahre alt war, erfuhr ihre Familie, dass Gussies älterer Bruder im Zweiten Weltkrieg vermisst wurde. In der Folge arbeitete sie für die Douglas Aircraft Company, wo sie am Bestücken von Flugzeugen für den Kriegseinsatz beteiligt war. Außerdem besuchte sie für die United Service Organizations (USO) Militärstützpunkte und Krankenhäuser in Kalifornien. 1970 war sie für die USO in Vietnam. Während ihres Aufenthalts dort wurde der Hubschrauber, in dem sie sich befand, abgeschossen. Sie erlitt mehrere gebrochene und dislozierte Knochen. Später konnte sie sich an diesen Vorfall für längere Zeit nicht mehr erinnern, erst mit zeitlichem Abstand kam die Erinnerung zurück.
Moran war dreimal verheiratet, das erste Mal mit 19 Jahren. Die Ehen blieben alle kinderlos und endeten mit Annullierungen oder Scheidungen. Später erklärte sie, abgetrieben zu haben.
Moran lebte in Santa Monica in einem Haus im viktorianischen Stil mit Meerblick, das ihrer Familie gehörte. Nach dem Tod ihrer Mutter 1977 konnte Gussie Moran nach einiger Zeit die Steuer auf das Haus und Grundstück nicht mehr zahlen, sodass sie 1986 zur Räumung des Hauses gezwungen wurde. Anschließend lebte sie fünf Monate lang bei Freunden. Danach lebte sie in der Region von Los Angeles in verschiedenen kleinen Wohnungen.
Moran selbst wollte „Gussy“ und nicht „Gussie“ geschrieben werden. Sie starb im Alter von 89 Jahren an Darmkrebs.

## Erfolge bei Grand-Slam-Turnieren

### Doppel

#### Finalteilnahmen
| Nr. | Datum        | Turnier                 | Belag | Partnerin     | Finalgegnerinnen              | Ergebnis |
| --- | ------------ | ----------------------- | ----- | ------------- | ----------------------------- | -------- |
| 1.  | 1. Juli 1949 | Wimbledon Championships | Rasen | Patricia Todd | Louise Brough Margaret duPont | 6:8, 5:7 |

### Mixed

#### Finalteilnahmen
| Nr. | Datum             | Turnier            | Belag | Partner       | Finalgegner                 | Ergebnis |
| --- | ----------------- | ------------------ | ----- | ------------- | --------------------------- | -------- |
| 1.  | 1. September 1947 | U.S. Championships | Rasen | Pancho Segura | Louise Brough John Bromwich | 3:6, 1:6 |